# 雉鹑
雉鹑（学名：Tetraophasis obscurus）为雉科雉鹑属的鸟类，俗名西康雉鹑、四川雉鹑、木坪雉雷鸟，是中国的特有物种。分布于青海、甘肃、四川等地，常见于针叶林以及杜鹃灌丛而至树线以上的多岩地带。该物种的模式产地在四川宝兴。
2022年，为更好地反映其形态特征，“中国鸟类名录”10.0版将雉鹑的中文名恢复为传统中文名红喉雉鹑。

## 保护
- 中国国家重点保护动物等级：一级